# Chiến dịch tấn công Bratislava–Brno
Chiến dịch tấn công Bratislava-Brno (25 tháng 3 - 5 tháng 5 năm 1945) là một chiến dịch quân sự do Hồng quân Liên Xô tổ chức nhằm tấn công vào quân đội Đức Quốc xã, diễn ra tại mặt trận Xô-Đức thuộc Chiến tranh thế giới thứ hai. Lực lượng tham gia chiến dịch là Phương diện quân Ukraina 2 do Nguyên soái R. Ya. Malinovsky chỉ huy cùng với các đơn vị đồng minh Romania thuộc biên chế của phương diện quân này. Kết thúc chiến dịch, quân đội Liên Xô đã giải phóng một phần lớn lãnh thổ phía Tây Slovakia, trong đó có thủ đô Bratislava; một phàn lãnh thổ phía Đông Séc, trong đó có thành phố Brno cùng nhiều vùng công nghiệp quan trọng của quốc gia này.
Phương diện quân Ukraina 2 khởi động tấn công trong chiến dịch Bratislava-Brno muộn hơn hai phương diện quân láng giềng từ 10 đến 15 ngày do Bộ chỉ huy của nó phải phân bố lại binh lực sau khi tiêu diệt cụm quân Đức-Hungary tại Budapest và chống trả các đòn phản công ác liệt của các quân đoàn xe tăng Đức tại khu vực Komárno - Esztergom. Cho đến cuối tháng 3 năm 1945, khi cuộc phản công của các quân đoàn xe tăng 3 và 4 (Đức) cơ bản bị đẩy lùi, Tập đoàn quân cận vệ 7 và Tập đoàn quân xe tăng cận vệ 6 (Liên Xô) đã được bổ sung đủ quân số và trang bị để bù đắp cho những thiệt hại đáng kể trong các trận đánh phòng ngự dọc sông Hron. Cụm kỵ binh cơ giới của tướng I. A. Pliyev dự kiến tham gia tấn công trên cánh phải của phương diện quân trên hướng Zvolen cũng được rút ra và đổi hướng tấn công đến Bratislava để bảo đảm cho thắng lợi của chiến dịch.
Chiến dịch được tổ chức thành hai giai đoạn nối tiếp nhau mà không có thời gian tạm dừng để chuyển tiếp. Trong giai đoạn cuối của chiến dịch, do có sự tham gia trên hướng Dresden - Praha của Phương diện quân Ukraina 1, Phương diện quân Ukraina 2 phải bố trí lại lực lượng một lần nữa để bảo đảm cho các hoạt động tại phía Nam vùng Bohemia và tiến ra tuyến phân giới với quân đội Hoa Kỳ, phối hợp với các phương diện quân Ukraina 1 và 4 vây chặt gần 1 triệu quân Đức tại phía Đông Praha.

## Bối cảnh
Vào tháng 3 năm 1945, sau một thời gian củng cố và chuẩn bị lực lượng, các Phương diện quân Ukraina 2, 3, 4 tại khu vực Tiệp Khắc và Hungary đã liên tiếp tung ra 3 chiến dịch lớn nhằm vào các khối quân Đức Quốc xã tại cạnh sườn phía Nam của Mặt trận Xô-Đức. Tại khu vực phía Nam của mặt trận, Phương diện quân Ukraina 3 và cánh trái của Phương diện quân Ukraina 2 đã mở chiến dịch Viên sau khi chặn đứng đòn tấn công của quân Đức tại hồ Balaton. Trước đó ít ngày, Phương diện quân Ukraina 4 đã mở Chiến dịch tấn công Moravská-Ostrava nhằm vào cụm quân Heinrici tại Tiệp Khắc. Ở giữa hai khu vực này, cánh phải của Phương diện quân Ukraina 2 cũng bắt tay vào tổ chức một đợt tấn công quy mô lớn vào Cụm Tập đoàn quân Nam đóng ở vùng biên giới Hungary - Slovakia.
Chiến dịch diễn ra vào giai đoạn cuối của cuộc Chiến tranh thế giới thứ hai tại châu Âu nhưng quân đội Đức Quốc xã vẫn tiếp tục kháng cự kịch liệt với mục tiêu không cho quân đội Liên Xô tiến xa hơn về phía Tây. Cũng như ở hướng Berlin, những lực lượng dự trữ cuối cùng của quân đội Đức Quốc xã được tung vào chiến dịch để giữ quyền kiểm soát cụm công nghiệp Bratislava, một trong ba cụm công nghiệp quan trọng mà nước Đức Quốc xã đang chiếm giữ trên vùng Bohemia - Morava của Tiệp Khắc. Chiến dịch diễn ra trên địa bàn trung du và đồi núi phía Nam Bohemia - Morava. Trên đường tấn công của các tập đoàn quân Liên Xô có các dãy núi Tiểu Carpath, Đại Carpath và Považský Inovec cản đường. Ngoài sông Hron nằm trên chiến tuyến đến ngày 25 tháng 3, quân đội Liên Xô còn phải vượt qua các con sông Nitra, Váh, Žitava và Morava, trong đó có sông Váh sâu và rộng hơn cả.
Trên địa bàn tác chiến có các thành phố, thị trấn quen thuộc với quân đội Nga từ năm 1805 trong Chiến dịch Austerlitz nổi tiếng như Brno, Slavkov, Olomouc và cao nguyên Pratzen, nơi diễn ra trận đánh Austerlitz quyết định kết cục của chiến dịch này, mà phần thắng khi đó thuộc về quân đội Pháp của Napoléon Bonaparte.

## Binh lực và kế hoạch

### Quân đội Liên Xô
Phương diện quân Ukraina 2 (thiếu Tập đoàn quân 46):
- Tư lệnh: Nguyên soái R. Ya. Malinovsky
- Tham mưu trưởng: đại tướng M. V. Zakharov:

Binh lực bao gồm:

#### Binh lực từ ngày 25 tháng 3 đến ngày 15 tháng 4
- Tập đoàn quân cận vệ 7 do thượng tướng M. S. Shumilov chỉ huy. Trong thành phần có:
  - Bộ binh:
    - Quân đoàn cận vệ 24 gồm Sư đoàn đổ bộ đường không cận vệ 6, các sư đoàn cận vệ 72, 81 và Sư đoàn 303.
    - Quân đoàn cận vệ 25 gồm Sư đoàn đổ bộ đường không cận vệ 4, Sư đoàn cận vệ 25 và Sư đoàn 409.
    - Quân đoàn cận vệ 27 gồm Sư đoàn cận vệ 93 và các sư đoàn 141, 375.

  - Pháo binh:
    - Sư đoàn hỗn hợp 16 gồm Lữ đoàn pháo hạng nặng 49, Lữ đoàn pháo nòng dài 61, Lữ đoàn lựu pháo 52, Lữ đoàn pháo chống tăng 90, Lữ đoàn hỏa tiễn 109 và Lữ đoàn súng cối 14.
    - Pháo nòng dài: Lữ đoàn cận vệ 42.
    - Pháo chống tăng: Lữ đoàn 2, các trung đoàn 114, 115.
    - Súng cối: Các trung đoàn 263, 290 và 493.
    - Pháo phòng không: Sư đoàn 5 (các trung đoàn 670, 743, 1119, 1181), Sư đoàn 26 (các trung đoàn 1352, 1357, 1363, 1369).

  - Thiết giáp: Lữ đoàn xe tăng cận vệ 27, Trung đoàn xe tăng độc lập 38.
  - Công binh: Lữ đoàn hỗn hợp 60.
  - Phòng hóa: Các đại đội súng phun lửa 3 và 27.
- Tập đoàn quân 40 do trung tướng F. F. Zhmachenko chỉ huy. Trong thành phần có:
  - Bộ binh:
    - Quân đoàn 51 gồm Sư đoàn bộ binh cận vệ 42 (từ 13 tháng 4) và các sư đoàn 133, 240.
    - Sư đoàn 232, Cụm xung kích sư đoàn 54.

  - Pháo binh: Lữ đoàn pháo nòng dài 153, Trung đoàn lựu pháo 387, Trung đoàn sơn pháo 10, Trung đoàn súng cối 492, Trung đoàn phòng không 622.
  - Thiết giáp: Trung đoàn xe tăng 34.
  - Công binh: Lữ đoàn hỗn hợp 40.
  - Phòng hóa: Tiểu đoàn súng phun lửa 176.
- Tập đoàn quân 53 do trung tướng I. M. Managarov chỉ huy. Trong thành phần có:
  - Bộ binh:
    - Quân đoàn 49 gồm Sư đoàn cận vệ 110 và các sư đoàn 203, 228.
    - Quân đoàn 57 gồm Sư đoàn đổ bộ đường không cận vệ 1 và Sư đoàn 227.
    - Sư đoàn độc lập 243.

  - Pháo binh: 
    - Sư đoàn hỗn hợp 11 gồm lữ đoàn pháo hạng nặng 31, Lữ đoàn pháo nòng dài 45, Lữ đoàn lựu pháo 40, Trung đoàn sơn pháo cận vệ 9.
    - Lựu pháo: Lữ đoàn 152.
    - Pháo chống tăng: Các lữ đoàn 31, 52; Trung đoàn 1316.
    - Súng cối: Trung đoàn 461.
    - Pháo phòng không: Sư đoàn 27 gồm các trung đoàn 1354, 1358, 1364, 1370.
- Cụm kỵ binh cơ giới cận vệ 1 do trung tướng I. A. Pliyev chỉ huy. Trong thành phần có:
  - Quân đoàn kỵ binh cận vệ 4:
    - Kỵ binh: Các sư đoàn cận vệ 9, 10 và Sư đoàn 30.
    - Thiết giáp: Trung đoàn pháo tự hành 1815.
    - Pháo binh: Trung đoàn chống tăng cận vệ 152, các trung đoàn pháo hạng nhẹ cận vệ 4 và 68, Trung đoàn súng cối cận vệ 12 và Trung đoàn phòng không 255.

  - Quân đoàn kỵ binh cận vệ 6:
    - Kỵ binh: Các sư đoàn cận vệ 8, 13 và Sư đoàn 8.
    - Thiết giáp: Trung đoàn pháo tự hành 1813.
    - Pháo binh: Trung đoàn chống tăng cận vệ 142, các trung đoàn pháo hạng nhẹ cận vệ 6 và 47, Trung đoàn súng cối cận vệ 11, Trung đoàn phòng không 1732.

  - Quân đoàn cơ giới cận vệ 7:
    - Cơ giới: Các lữ đoàn 16, 63, 64.
    - Xe tăng: Lữ đoàn cận vệ 41, Trung đoàn xe tăng cận vệ 78.
    - Pháo tự hành: Các trung đoàn 1289 và 1440.
    - Trinh sát cơ giới: Tiểu đoàn 94.
    - Pháo binh: Các trung đoàn súng cối cận vệ 40 và 614, Trung đoàn phòng không 1713.

  - Các đơn vị trực thuộc: Lữ đoàn pháo chống tăng 34, các trung đoàn súng cối cận vệ 80 và 309, Lữ đoàn công binh sơn chiến 1, Tiểu đoàn cầu phà 127.
- Tập đoàn quân không quân 5 do thượng tướng không quân S. K. Goryunov chỉ huy. Trong thành phần có: 
  - Máy bay cường kích:
    - Quân đoàn cận vệ 3 gồm các sư đoàn cận vệ 7 và 12.
    - Quân đoàn 5 gồm Sư đoàn cận vệ 4, Sư đoàn 264 và Sư đoàn tiêm kích 331.

  - Máy bay tiêm kích:
    - Quân đoàn cận vệ 13 gồm các sư đoàn cận vệ 13, 14.
    - Các sư đoàn 6 (cận vệ) và 279.

  - Máy bay ném bom: Các sư đoàn 218 (ban ngày) và 312 (ban đêm).
  - Trợ chiến: Các trung đoàn vận tải 95, 207, Trung đoàn trinh sát, tìm kiếm, cứu hộ 511; Trung đoàn trinh sát 5, Trung đoàn sân đường 44.
  - Pháo phòng không: Các trung đoàn 1254, 1562, 1662, 1673, 1681.
- Giang đoàn Danub do chuẩn đô đốc G. N. Kholostyakov chỉ huy.
- Tập đoàn quân Romania 1 (phối thuộc Tập đoàn quân 53) do trung tướng Valeriu Athanasiou chỉ huy. Thành phần gồm có:
  - Bộ binh, kỵ binh:
    - Quân đoàn 4 gồm Sư đoàn bộ binh 2, các sư đoàn sơn chiến 2 và 4.
    - Quân đoàn 7 gồm các sư đoàn bộ binh 10, 19 và Sư đoàn kỵ binh 9.
    - Sư đoàn bộ binh nhẹ cận vệ 6.

  - Pháo binh: Các trung đoàn sơn pháo 1, 7, Trung đoàn pháo nhẹ số 1 và Trung đoàn súng cối 9.
  - Công binh: Trung đoàn công trình 35.
- Tập đoàn quân Romania 4 (phối thuộc Tập đoàn quân 40) do tướng Nikolaiu Deskelesku chỉ huy. Thành phần gồm có:
  - Bộ binh, kỵ binh, cơ giới: 
    - Quân đoàn 2: gồm Sư đoàn bộ binh 21, Sư đoàn kỵ binh 1, Sư đoàn mô tô 8, Trung đoàn xe tăng 2.
    - Quân đoàn 6 gồm các sư đoàn bộ binh 6, 11, 18 và Trung đoàn xe tăng 3.
    - Các sư đoàn bộ binh 3, 9 và Sư đoàn tình nguyện 1 Tudor Vladimirescu.

  - Pháo binh: Cụm pháo binh 60 và Trung đoàn phòng không 8.
  - Thiết giáp: Trung đoàn xe bọc thép 2.
  - Công binh: Các lữ đoàn công trình 30, 31.
- Các lực lượng trực thuộc Phương diện quân:
  - Bộ binh:
    - Quân đoàn 50 gồm các sư đoàn 6 và cận vệ 42 (tăng cường cho Tập đoàn quân 40 từ 13 tháng 4).
    - Các sư đoàn 38, 387 và Lữ đoàn hải quân đánh bộ 83.

  - Pháo binh:
    - Pháo chống tăng: Các lữ đoàn 30, 51.
    - Súng cối: Sư đoàn cận vệ 6 (các lữ đoàn cận vệ 8, 33); các trung đoàn cận vệ 17, 47, 48, 66, 302 và 324.
    - Pháo phòng không: Sư đoàn 30 (các trung đoàn 1361, 1367, 1373, 1375); Sư đoàn 38 (các trung đoàn 1401, 1405, 1409, 1712), các trung đoàn cận vệ 225, 272 và Trung đoàn 459.

  - Thiết giáp:
    - Quân đoàn cơ giới cận vệ 4 gồm các lữ đoàn cơ giới cận vệ 13, 14, 15; Lữ đoàn xe tăng cận vệ 36; các trung đoàn pháo tự hành cận vệ 292 và 352; Tiểu đoàn trinh sát cơ giới 62; Trung đoàn pháo chống tăng 1512, các trung đoàn súng cối 129 (cận vệ) và 527; Trung đoàn phòng không 740.
    - Các lữ đoàn cơ giới độc lập 10, 25 và 61.

  - Không quân: Các trung đoàn vận tải 85 và 1001, Phi đội vận tải đặc nhiệm 714.
  - Công binh: Lữ đoàn kỹ thuật 14, Lữ đoàn cầu 27, các lữ đoàn phà 1 và 2, các tiểu đoàn rà phá mìn 21, 62; Tiểu đoàn công trình 72.

Binh lực ban đầu: 272.200 quân nhân Liên Xô, 67.800 quân nhân Romania, 240 xe tăng và pháo tự hành, 6.120 đại bác và súng cối cỡ nòng 75 ly trở lên, 645 máy bay.

#### Binh lực bổ sung từ ngày 16 tháng 4
- Tập đoàn quân xe tăng cận vệ 6 do thượng tướng xe tăng A. G. Kravchenko chỉ huy, được trả về Phương diện quân Ukraina 2 từ ngày 16 tháng 4 sau khi chiến dịch Viên kết thúc. Trong thành phần có:
  - Quân đoàn xe tăng cận vệ 5:
    - Xe tăng: các lữ đoàn cận vệ 20, 21, 22.
    - Cơ giới: Lữ đoàn cận vệ 6.
    - Mô tô trinh sát: Tiểu đoàn cận vệ 15.
    - Pháo tự hành: Các trung đoàn 390 (cận vệ) và 1458.
    - Pháo mặt đất: Trung đoàn pháo hạng nặng 301, Trung đoàn chống tăng cận vệ 391, các trung đoàn súng cối cận vệ 127 và 454.
    - Pháo phòng không: Trung đoàn cận vệ 392.

  - Quân đoàn cơ giới cận vệ 9:
    - Xe tăng: Lữ đoàn cận vệ 46.
    - Cơ giới: Các lữ đoàn cận vệ 18, 30 và 31.
    - Mô tô trinh sát: Tiểu đoàn cận vệ 14.
    - Pháo tự hành: Các trung đoàn 389 (cận vệ) và 697.
    - Súng cối: Các trung đoàn cận vệ 35 và 458.
    - Pháo phòng không: Trung đoàn cận vệ 388.

  - Các đơn vị trực thuộc:
    - Thiết giáp: Trung đoàn xe tăng hạng nặng cận vệ 49, Lữ đoàn pháo tự hành cận vệ 51, Trung đoàn pháo chống tăng tự hành cận vệ 364, Trung đoàn trinh sát cơ giới cận vệ 4.
    - Pháo binh: Lữ đoàn lựu pháo 202, Trung đoàn súng cối cận vệ 57.
    - Công binh: Lữ đoàn kỹ thuật 22.
    - Không quân: Trung đoàn vận tải, trinh sát, liên lạc cận vệ 207.
- Tập đoàn quân cận vệ 9 do thượng tướng V. V. Glagolyev chỉ huy. Thành phần gồm có:
  - Bộ binh:
    - Quân đoàn bộ binh cận vệ 37 gồm các sư đoàn bộ binh cận vệ 98, 99 và 103.
    - Quân đoàn bộ binh cận vệ 38 gồm các sư đoàn bộ binh cận vệ 104, 105 và 106.
    - Quân đoàn bộ binh cận vệ 39 gồm các sư đoàn bộ binh cận vệ 100, 107 và 114.

  - Thiết giáp: Các trung đoàn pháo tự hành 1513, 1523 và 1524.
  - Pháo binh: Lữ đoàn lựu pháo cận vệ 35; các lữ đoàn hỏa tiễn cận vệ 61, 62, 63; Lữ đoàn pháo chống tăng cận vệ 2; các trung đoàn súng cối cận vệ 319, 321 và 322.
  - Pháo phòng không: Sư đoàn phòng không cận vệ 5 gồm các trung đoàn cận vệ 103, 109, 112 và 161; các tiểu đoàn pháo phòng không tự hành cận vệ 44, 48 và 49.

#### Kế hoạch
Theo kế hoạch ban đầu, ba mũi tấn công chính của quân đội Liên Xô sẽ tiến công theo các hướng song song. Tập đoàn quân cận vệ 7 tấn công vào Bratislava, Tập đoàn quân 53 và Tập đoàn quân Romania 1 sẽ kéo quân qua Nitra tiến lên đánh chiếm Brno. Cụm kỵ binh cơ giới cận vệ 1 sẽ tấn công Malacky, chêm vào giữa Tập đoàn quân cận vệ 7 và Tập đoàn quân 53. Giang đoàn Danub sẽ hỗ trợ Tập đoàn quân cận vệ 7 tiến đánh Bratislava. Quân đoàn cơ giới cận vệ 4 sẽ được tung vào cửa đột phá để khai thác chiến quả sau khi các lực lượng trên đục thủng chiều sâu chiến thuật của phòng tuyến quân Đức. Ở cánh phải, Tập đoàn quân 40 và Tập đoàn quân Romania 4 sẽ đảm nhiệm hướng Banská Bystrica - Trenčín và phát triển lên hướng Olomouc. Các Tập đoàn quân Romania 1 và 4 thì được bố trí ở thê đội hai của đội hình tấn công. Tập đoàn quân không quân 5 phân phối lực lượng cường kích và ném bom yểm hộ cho tất cả các hướng tấn công.
Trong quá trình chiến dịch, Phương diện quân Ukraina 3 đã hoàn thành Chiến dịch Viên trước thời hạn vào ngày 15 tháng 4 và tiến đến tuyến phân giới giữa quân đội Liên Xô và quân đội Hoa Kỳ theo thỏa thuận tại Hội nghị Yalta. Do đó, ngày 16 tháng 4, Tập đoàn quân xe tăng cận vệ 6 được trả về cho Phương diện quân Ukraina 2. Ngoài ra, STAVKA còn điều động các tập đoàn quân 46 và cận vệ 9 tăng viện cho Phương diện quân Ukraina 2 để tăng dày mật độ binh lực tấn công trên hướng chủ yếu đến phía Nam Praha và miền Tây Bohemia. Việc tăng thêm binh lực có tác dụng làm tăng tốc độ tấn công của Phương diện quân trong 20 ngày cuối cùng của chiến dịch để hợp vây cánh quân chủ lực của Cụm tập đoàn quân Trung tâm (Đức) và chia cắt cánh quân này với Cụm tập đoàn quân Áo (nguyên là Cụm tập đoàn quân Nam) đang vội vã rút lui tới tuyến kiểm soát của quân đội Hoa Kỳ.

### Quân đội Đức Quốc xã
Một phần của Cụm Tập đoàn quân Nam do Thượng tướng Bộ binh Otto Wöhler (đến ngày 5 tháng 4) và Thượng tướng Bộ binh Lothar Rendulic (từ ngày 6 tháng 4) lần lượt chỉ huy, từ ngày 30 tháng 4 đổi tên thành Cụm tập đoàn quân Áo:
- Tập đoàn quân 8 do thượng tướng bộ binh Hans Kreyzing chỉ huy. Từ tháng 4 năm 1945, Tập đoàn quân này gồm có:
  - Quân đoàn xe tăng 57 của trung tướng Friedrich Kirchner (được tăng viện từ Tập đoàn quân xe tăng 4). Thành phần gồm có:
    - Sư đoàn xe tăng 8 của thiếu tướng Heinrich-Georg Hax, (được tăng viện từ lực lượng dự bị của Tập đoàn quân xe tăng 1), gồm các trung đoàn xe tăng 8, 10, 28, Trung đoàn pháo tự hành 80, Trung đoàn pháo chống tăng 8, Tiểu đoàn trinh sát cơ giới 59 và các đơn vị trợ chiến.
    - Sư đoàn xe tăng "Führer-Begleit" của thiếu tướng Otto Ernst Remer, gồm các trung đoàn xe tăng 100, 102, Trung đoàn cơ giới 673, Trung đoàn pháo tự hành 102, Trung đoàn pháo binh 120, Tiểu đoàn trinh sát cơ giới 120 và các đơn vị trợ chiến.
    - Sư đoàn bộ binh dự bị 408.
    - Lữ đoàn xe tăng 103.

  - Quân đoàn bộ binh 29 của tướng Kurt Röpke. Thành phần gồm có:
    - Sư đoàn bộ binh 15 (tái lập) của thiếu tướng Hanns Laengenfelder, gồm các trung đoàn bộ binh 81, 88, 106, Tiểu đoàn bắn tỉa 15, Trung đoàn pháo binh, Tiểu đoàn xe tăng, các tiểu đoàn súng cối, trinh sát và các đơn vị trợ chiến.
    - Cụm tác chiến sư đoàn bộ binh 76 của tướng Erhard-Heinrich Berner, gồm các trung đoàn bộ binh 108, 173, 230, Trung đoàn pháo binh 176, các tiểu đoàn súng cối, trinh sát và các đơn vị trợ chiến.
    - Sư đoàn bộ binh xung kích 101 của tướng Walter Assmann gồm các trung đoàn bộ binh 228, 229; Trung đoàn xe tăng 101; Trung đoàn pháo binh 85; các tiểu đoàn súng cối, trinh sát và các đơn vị trợ chiến.
    - Sư đoàn bộ binh 24 (Hungary).
    - Tàn quân của Sư đoàn bộ binh 5 (Hungary).

  - Quân đoàn bộ binh 72 của trung tướng Werner Schmidt-Hammer. Thành phần gồm có:
    - Sư đoàn bộ binh sơn chiến 153 của tướng Friedrich Bayer, gồm các trung đoàn bộ binh 715, 716, 717, Trung đoàn pháo binh 453 và các đơn vị trợ chiến.
    - Sư đoàn bộ binh 271 của trung tướng Martin Bieber, gồm các trung đoàn bộ binh 977, 978, 979; Trung đoàn pháo binh 271, các tiểu đoàn súng cối, trinh sát và các đơn vị trợ chiến.
    - Sư đoàn bộ binh 357 của trung tướng Josef Rintelen, gồm các trung đoàn bộ binh 944, 945, 946; Trung đoàn pháo binh 375, các tiểu đoàn súng cối, trinh sát và trợ chiến.
    - Sư đoàn bộ binh 182 gồm các trung đoàn bộ binh 663, 664, 665, Trung đoàn pháo binh 1082 và các tiểu đoàn trợ chiến.
- Cánh trái của Tập đoàn quân 6 do tướng Hermann Balck chỉ huy. Thành phần tham gia chiến dịch có:
  - 'Quân đoàn xe tăng 4 SS của tướng SS Herbert Gille. Thành phần gồm có:
    - Sư đoàn xe tăng 3 SS "Totenkopf" của tướng Hellmuth Becker gồm các trung đoàn xe tăng 3, 5, 6 "Theodor Eicke"; các trung đoàn pháo tự hành, pháo chống tăng, pháo nòng dài, lựu pháo, súng cối; tiểu đoàn trinh sát cơ giới và các đơn vị trợ chiến.
    - Sư đoàn xe tăng 5 SS "Wiking" của tướng Karl Ullrich gồm các trung đoàn xe tăng 9 "Germania", 10 "Westland", 11 "Nordland", 23 "Norge" và 24 "Danmark"; các tiểu đoàn xe tăng hạng nặng SS "Narwa" và "Wallonien"; Trung đoàn pháo tự hành 3; các trung đoàn lựu pháo, pháo chống tăng, súng cối; Tiểu đoàn trinh sát cơ giới và các đơn vị trợ chiến.
    - Sư đoàn bộ binh 1 SS của tướng Fritz Freitag gồm các trung đoàn tình nguyện 29, 30, 31; Trung đoàn pháo binh 14, các tiểu đoàn pháo chống tăng, súng cối, trinh sát và các đơn vị trợ chiến.

Từ ngày 12 tháng 4, Tập đoàn quân 8 (Đức) được bổ sung:
- Sư đoàn bộ binh xung kích 46 của trung tướng Erich Reuter gồm các trung đoàn bộ binh 42, 72, 97, Trung đoàn pháo binh 115, Tiểu đoàn xung kích 46, Tiểu đoàn xe tăng 52 và các đơn vị trợ chiến.
- Sư đoàn bộ binh 711 của trung tướng Josef Reichert gồm các trung đoàn bộ binh 731, 744, 763; Trung đoàn pháo binh 1711, tiểu đoàn pháo chống tăng và các đơn vị trợ chiến.
- Sư đoàn dự bị 601 của tướng Hermann Kruse.

Các lực lượng rút chạy từ các hướng nhập vào Tập đoàn quân 8 từ ngày 1 tháng 5 năm 1945:
- Quân đoàn xe tăng 2 SS của tướng Wilhelm Bittrich rút lui từ mặt trận Ý về. Thành phần gồm có:
  - Sư đoàn xe tăng 2 SS "Das Reich" của tướng Karl Kreutz, gồm các trung đoàn xe tăng 2 "Das Reich", 3 "Deutschland", 4 "Der Führer"; Trung đoàn cơ giới "Langemarck"; Trung đoàn pháo binh 2 và các đơn vị trợ chiến.
  - Sư đoàn xe tăng 9 SS "Hohenstaufen" của tướng Sylvester Stadler, gồm các trung đoàn xe tăng 9, 19, 20, Trung đoàn cơ giới 9, các trung đoàn pháo tự hành, pháo xe kéo, súng cối, tiểu đoàn trinh sát và các tiểu đoàn trợ chiến.
  - Sư đoàn xe tăng 23 của tướng Joseph von Radowitz gồm các trung đoàn xe tăng 126, 128, Trung đoàn cơ giới 51, Trung đoàn pháo tự hành 228, Trung đoàn pháo binh 23 và các tiểu đoàn trợ chiến.
  - Sư đoàn bộ binh xung kích 44 "Hoch - und Deutschmeister" của tướng Hans-Günther von Rost gồm các trung đoàn bộ binh 132, 133, Trung đoàn xe tăng 46, Trung đoàn pháo binh 96, Tiểu đoàn cơ giới 80 và các tiểu đoàn trợ chiến.
- Bộ khung Quân đoàn bộ binh 43 của tướng Arthur Kullmer được rút từ Kurland về.
- Tàn quân của Quân đoàn xe tăng 24 của tướng Walter Hartmann. Thành phần gồm có:
  - Cụm tác chiến Sư đoàn xe tăng 17 của tướng Theodor Kretschmer.
  - Cụm tác chiến sư đoàn bộ binh 6 của tướng Otto-Hermann Brücker.
  - Khung Sư đoàn xe tăng "Clausewitz".
  - Khung Sư đoàn bộ binh 84.
  - Tàn quân của Sư đoàn bộ binh Schlageter.
- Tập đoàn quân không quân 4 do thượng tướng Otto Deßloch chỉ huy.

Binh lực ngày 1 tháng 4 năm 1945 bao gồm 200.000 người, 120 xe tăng và pháo tự hành, 1.800 đại bác và súng cối, 150 máy bay.

## Diễn biến

### Giải phóng Bratislava

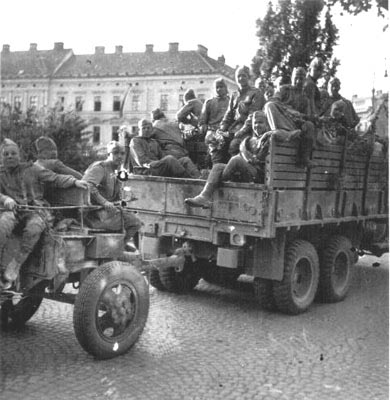
Quân đội Liên Xô hành quân qua Rudí

Hai ngày trước khi chiến dịch mở màn, để gây nhầm lẫn cho quân Đức về hướng tấn công chính của chiến dịch, Quân đoàn bộ binh cận vệ 25 bắt đầu vượt sông Hron tiến về phía Komárno. Tướng Hans Kreyzing lập tức điều Quân đoàn bộ binh 72 phối hợp với Sư đoàn xe tăng 8 (Quân đoàn xe tăng 57) và Sư đoàn bộ binh 1 SS (Tập đoàn quân 6) từ Komárno tiến ra phản kích. Hành động này vô tình đã làm cho phòng tuyến của quân Đức phía trước các tập đoàn quân 53 và cận vệ 7 bị mỏng đi về binh lực.
Cuộc tấn công chính thức bắt đầu vào đêm 24 rạng ngày 25 tháng 3 khi chủ lực của Phương diện quân Ukraina 2 bắt đầu khởi binh. Dưới sự che chở của màn đêm, Tập đoàn quân 53 và Tập đoàn quân cận vệ 7 bất ngờ tiếp cận phòng tuyến sông Hron, tiêu diệt các đồn tiền tiêu của quân Đức và tiến hành đánh chiếm một số đầu cầu vượt sông trên một chính diện 17 cây số ở phía Nam Levice. Lực lượng công binh cũng được nhanh chóng đưa vào trận địa để xây dựng các cầu phao bắc ngang sông Hron. Vào 6 giờ sáng ngày 25 tháng 3, được sự yểm hộ mạnh mẽ của hỏa lực pháo binh, quân đội Liên Xô bắt đầu tổ chức vượt sông với quy mô lớn và trong ngày hôm đó đã mở rộng đầu cầu ra 20 cây số chiều rộng và 10 cây số chiều sâu. Ngày 26 tháng 3, Cụm kỵ binh cơ giới cận vệ của tướng I. A. Pliyev được đưa vào cửa đột phá với nhiệm vụ thọc sâu vào hậu cứ quân Đức và ngăn không cho phía Đức thiết lập một phòng tuyến vững chắc trên các tuyến sông Nitra, sông Váh và sông Morava. Trên cánh phải của Phương diện quân, cũng trong ngày thứ hai của cuộc tấn công, Tập đoàn quân 40 và Tập đoàn quân Romania 4 đã giải phóng thành phố Banská Bystrica sau một trận công kích ngắn.
Sau khi hoàn thành nhiệm vụ, Cụm kỵ binh cơ giới cận vệ 1 phối hợp với Tập đoàn quân 53 và Tập đoàn quân cận vệ 7 tiếp tục phát triển tấn công dọc theo tả ngạn sông Donau theo hướng Bratislava. Mũi tấn công được yểm hộ mạnh bởi Tập đoàn quân không quân số 5 và Giang đoàn Danub. Đặc biệt, Giang đoàn Danub đã đóng góp tích cực trong việc giúp đỡ Tập đoàn quân cận vệ 7 tiến dọc theo sông Donau khi lực lượng hải quân đánh bộ của giang đoàn đã tổ chức các đợt tấn công đổ bộ thọc vào sau lưng quân Đức, đồng thời các hải pháo của giang đoàn cũng dập tắt các hỏa điểm cứng đầu của quân Đức dọc theo dải tấn công.

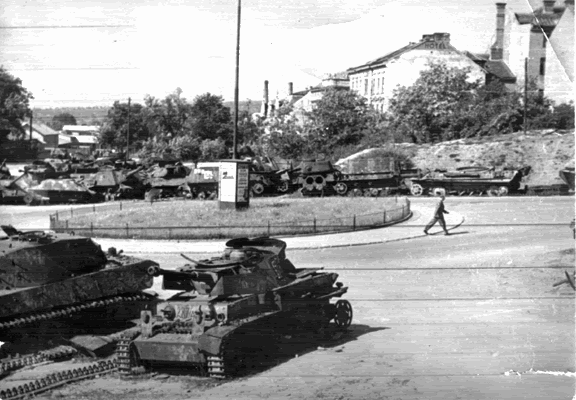
Các xe tăng Đức bị bắn hỏng tại Znojmě

Trong những ngày tiếp theo, quân đội Liên Xô tiếp tục tiến rất nhanh bất chấp bùn lầy mùa xuân và lũ gây ra nhiều khó khăn cho việc di chuyển. Cho đến ngày 28 tháng 3, mũi chủ công của Phương diện quân Ukraina 2 gồm các tập đoàn quân 53, cận vệ 7 và Cụm kỵ binh cơ giới cận vệ 1 đã tiến sâu 40 cây số trên một chính diện 135 cây số. Sau khi vượt qua sông Žitava, cụm kỵ binh cơ giới hóa Pliyev tiếp cận sông Nitra và bắt đầu cuộc chiến giành giật các điểm dân cư Nové Zámky, Šurany, Nitra. Quân Đức tại các cứ điểm phòng thủ trong khu vực này đã kháng cự kịch liệt và tổ chức nhiều đợt phản kích dữ dội. Giao tranh kéo dài và ác liệt suốt nhiều ngày trong từng dãy nhà, từng con phố, từng ngọn đồi. Cuối cùng, sau hai ngày kịch chiến, quân đội Liên Xô đã giải phóng Nové Zámky, Šurany và ngày 30 tháng 3 đã tiếp cận sông Váh. Riêng Tập đoàn quân 40 và Tập đoàn quân Romania 4 vẫn chưa vượt qua được sông Nitra.
Lúc này tất cả các cây cầu bắc ngang sông Váh ở Šaľa, Piešťany, Nové Mesto và Komárno đều bị quân Đức phá sập và dòng sông rộng 250 mét chảy xiết này trở thành một chướng ngại nghiêm trọng án ngữ trên đường tiến quân của Cụm kỵ binh cơ giới hóa Plyev. Tuy nhiên, chỉ trong một thời gian ngắn, các lực lượng công binh dưới sự chỉ đạo của thượng tướng A. D. Tsirlin đã bắc ngang sông một cây cầu vững chắc cùng một hệ thống vận chuyển hạng nặng đủ sức duy trì tốc độ tiến quân nhanh chóng cho Cụm kỵ binh cơ giới cận vệ 1.

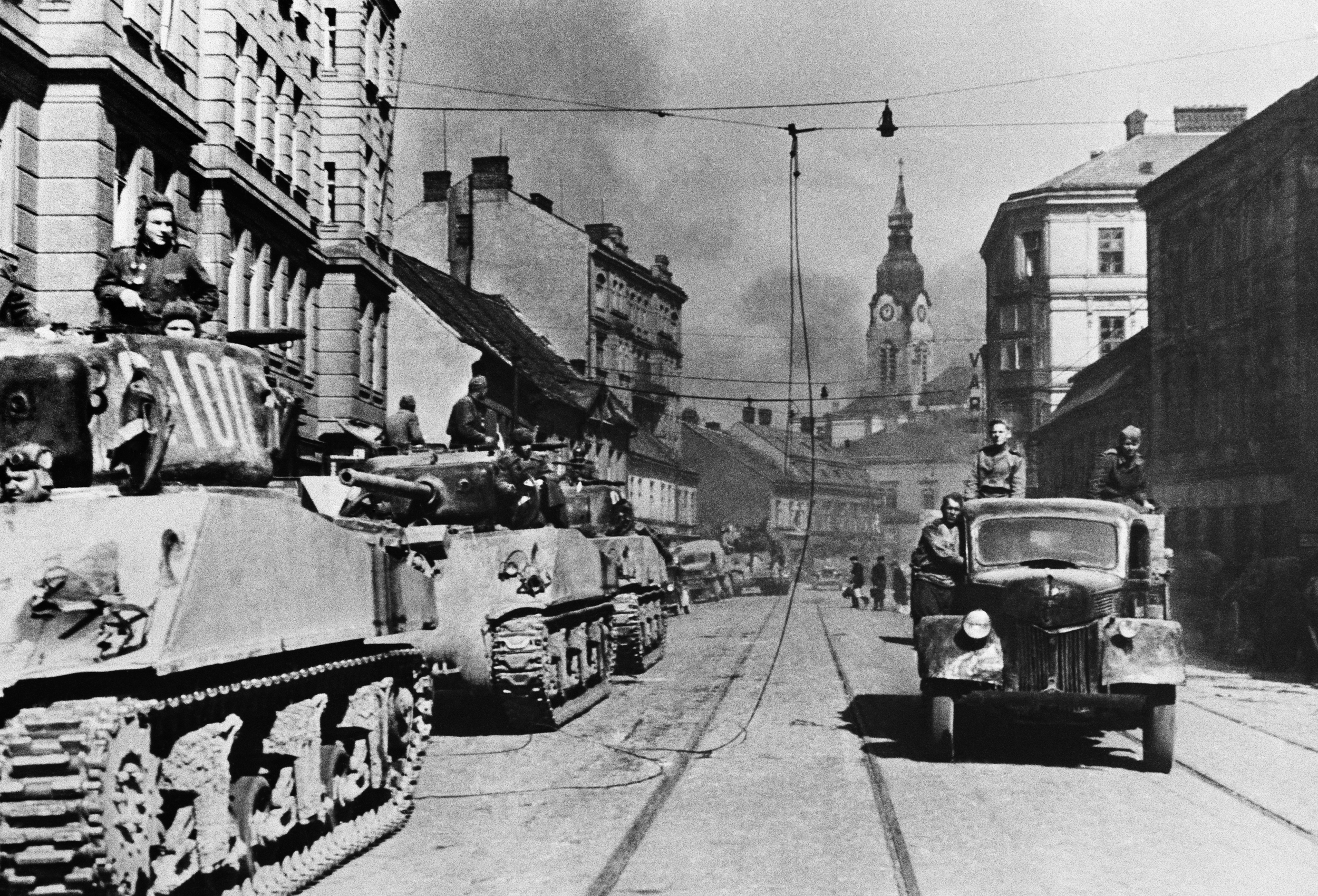
Xe tăng Liên Xô trên đường phố Křenov vừa được giải phóng

Tại dải tấn công của Tập đoàn quân cận vệ 7, ngày 1 tháng 4 tập đoàn quân này đã tiếp cận cửa ngõ phía Đông thành phố Bratislava, thủ đô của Slovakia. Quân Đức đồn trú trong thành phố gồm Sư đoàn xe tăng "Führer-Begleit", Sư đoàn bộ binh xung kích 46, Sư đoàn bộ binh dự bị 408 và Lữ đoàn xe tăng 103 đã biến thủ đô xinh đẹp của Slovakia thành một pháo đài khổng lồ với vô số boong-ke, công sự bê tông ngầm, vật cản chống tăng cùng những bãi mìn dày đặc. Trên các đường phố la liệt các vật cản chống tăng, hàng rào chống bộ binh và nhiều chướng ngại vật khác. Khu vực ngoại vi phía Đông Bratislava đặc biệt được bố phòng các cứ điểm phòng ngự mạnh. Nhằm tránh cho thủ đô của Slovakia bị tàn phá không cần thiết, Nguyên soái R. Ya. Malinovsky, tư lệnh Phương diện quân Ukraina 2, đã quyết định tổ chức tấn công thành phố bằng một mũi tập hậu từ phía Tây Bắc. Đáng tiếc, ý định tránh các trận kịch chiến trong nội đô Bratislava đã không thực hiện được. Trong suốt hai ngày, các quân đoàn bộ binh cận vệ 23 và 25 cùng với Giang đoàn Danub và Lữ đoàn hải quân đánh bộ 83 đã có một trận chiến dữ dội với quân Đức trấn thủ Bratislava. Kết cục, vào cuối ngày 4 tháng 4, thủ đô Slovakia đã sạch bóng quân Đức.
Trong vòng 10 ngày kể từ đầu chiến dịch, Phương diện quân Ukraina 2 đã giải phóng hàng trăm làng và điểm dân cư. Quân đội Liên Xô tiến vào Slovakia đã nhận được sự chào đón nồng nhiệt của cư dân địa phương. Trên các đường phố người dân đổ ra đường đón mừng các đoàn quân Xô Viết chiến thắng, đông vui như lễ hội. Đại úy Ivan Mitrofanovich Novokhaskiy, chỉ huy một khẩu đội pháo binh thuộc Tập đoàn quân số 53 đã ghi nhận:
| “                     | Người dân ở những vùng giải phóng của Tiệp Khắc đã rất vui mừng khi gặp chúng tôi, đôi khi họ đứng chật cả đường khiến suốt một thời gian chúng tôi không thể đi tiếp được. Có những cuộc mít tinh tự phát đã diễn ra, nhưng niềm vui chân chất của những người dân ở đây đã làm cho chúng tôi có cảm tưởng như đang được thưởng thức một kỳ nghỉ hè nho nhỏ. | ” |
| — I. M. Novokhatskiy, | |   |

### Tiến quân về nơi đã diễn ra trận Austerlitz

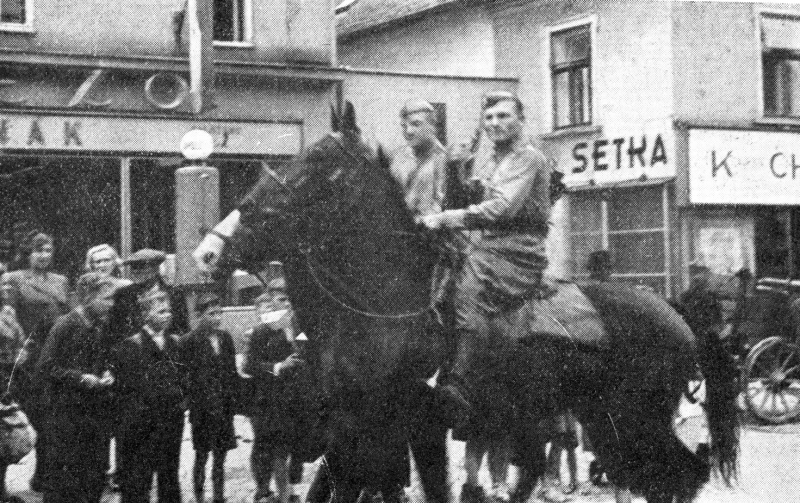
Kỵ binh Liên Xô trên đường phố Boskovice

Sau khi Bratislava thất thủ, quân Đức lui về tuyến sông Morava, dự tính sử dụng phòng tuyến tự nhiên này chặn bước quân đội Liên Xô. Tất cả các cây cầu trên sông đã được gài mìn để phá sập, và một lượng lớn viện binh đã được điều đến khu vực này. Tuy nhiên đà tiến quân quá nhanh của Phương diện quân Ukraina 2 đã không cho quân Đức kịp thực hiện ý định đó. Ngày 5 tháng 4, sư đoàn bộ binh cận vệ số 25 (thuộc Tập đoàn quân cận vệ số 7) vượt sông Morava và đánh chiếm một đầu cầu bên bờ Tây. Hai ngày sau, Tập đoàn quân cận vệ số 7 cùng Cụm kỵ binh cơ giới hóa cận vệ Pliyev đánh chiếm một đầu cầu khác ở làng Brodské. Ngày 12 tháng 4, Tập đoàn quân số 53 vượt qua dãy Tiểu Carpath, tấn công khu vực Myjava - Jablonka và trong ngày hôm đó tiếp tục tiến sâu vào lãnh thổ Séc. Quân Đức liên tục tổ chức các đợt phản kích mạnh nhằm trục quân đội Liên Xô khỏi các đầu cầu, nhưng không thành công. Đến giữa tháng 4, Phương diện quân Ukraina 2 đã chọc thủng các phòng tuyến của quân Đức tại khu vực sông Morava.
Để tiếp cận gần hơn với mặt trận và nắm chắc sự chỉ đạo quân đội, ngày 14 tháng 4 năm 1945, nguyên soái R. Ya. Malinovsky ra lệnh chuyển trụ sở Bộ tư lệnh Phương diện quân Ukraina 2 đến làng Modra, cách Bratislava 20 km về phía Bắc. Cũng trong ngày này, Tập đoàn quân đã vượt sông Morava tại 14 cầu tạm, cầu phao 60 tấn và 5 bến phà tại khu vực phía Tây Malacky. Cụm kỵ binh cơ giới cận vệ 1 cũng vượt sông Morava, hai quân đoàn kỵ binh cơ giới cùng tấn công dọc theo hai bờ sông Morava lên phía Bắc. Ngày 15 tháng 4, Cụm kỵ binh cơ giới cận vệ 1 đánh chiếm thành phố Břeclav. Cùng ngày, Tập đoàn quân 53 cũng tổ chức vượt sông Morava đánh chiếm Hodonín thuộc Morava, một trung tâm giao thông thủy - bộ quan trọng trong vùng. Tập đoàn quân 40 và Tập đoàn quân Romania 4 sau khi vượt qua dãy Tiểu Carpath đã tăng tốc độ tấn công lên đến 30 km/ngày và đến chiều 15 tháng 4 đánh chiếm Uherský Brod và đầu mối đường sắt Uherské Hradiště.
Ngày 16 tháng 4, sau khi chiến dịch Viên kết thúc, Tập đoàn quân xe tăng cận vệ 6 được trả về cho Phương diện quân Ukraina 2. Lực lượng này cùng với Cụm kỵ binh cơ giới hóa cận vệ 1 và Tập đoàn quân 53 tiếp tục hành tiến lên Brno, chuẩn bị một cuộc tấn công vào thành phố này. Brno là một trung tâm công nghiệp lớn gồm các tổ hợp công nghiệp chế tạo máy đồng thời là một đầu mối giao thông quan trọng trong vùng. Đây là nơi có hai nhà máy sản xuất xe tăng, xe bọc thép, xe cơ giới "Skoda" và "Zbroevka", các nhà máy sản xuất đạn dược cùng rất nhiều kho quân trang, quân dụng. Nhận thức được tầm quan trọng của Brno, quân Đức đã bố trí tại đây một lực lượng phòng ngự rất lớn bao gồm các sư đoàn xe tăng 8 và "Führer-Begleit", Sư đoàn bộ binh cơ giới xung kích 101, Sư đoàn kỵ binh an ninh SS 201 và các sư đoàn bộ binh 46, 711 và 601 mới được tăng cường. Ngày 16 tháng 4, khi Cụm kỵ binh cơ giới cận vệ 1 (Liên Xô) tiếp cận Brno từ phía Đông Nam qua ngả Moravský Krumlov, các lực lượng này đã chống giữ dữ dội trên các cửa ngõ dẫn vào thành phố và liên tục tổ chức phản kích. Để nhanh chóng thanh toán các lực lượng Đức tại Brno, nguyên soái R. Ya. Malinovski điều Tập đoàn quân xe tăng cận vệ 6 vừa trở lại đội hình phương diện quân tiến lên phía Đông Brno, đánh chiếm thị trấn công nghiệp Bučovice và dùng nó làm bàn đạp công kích vào Brno từ hướng Đông.

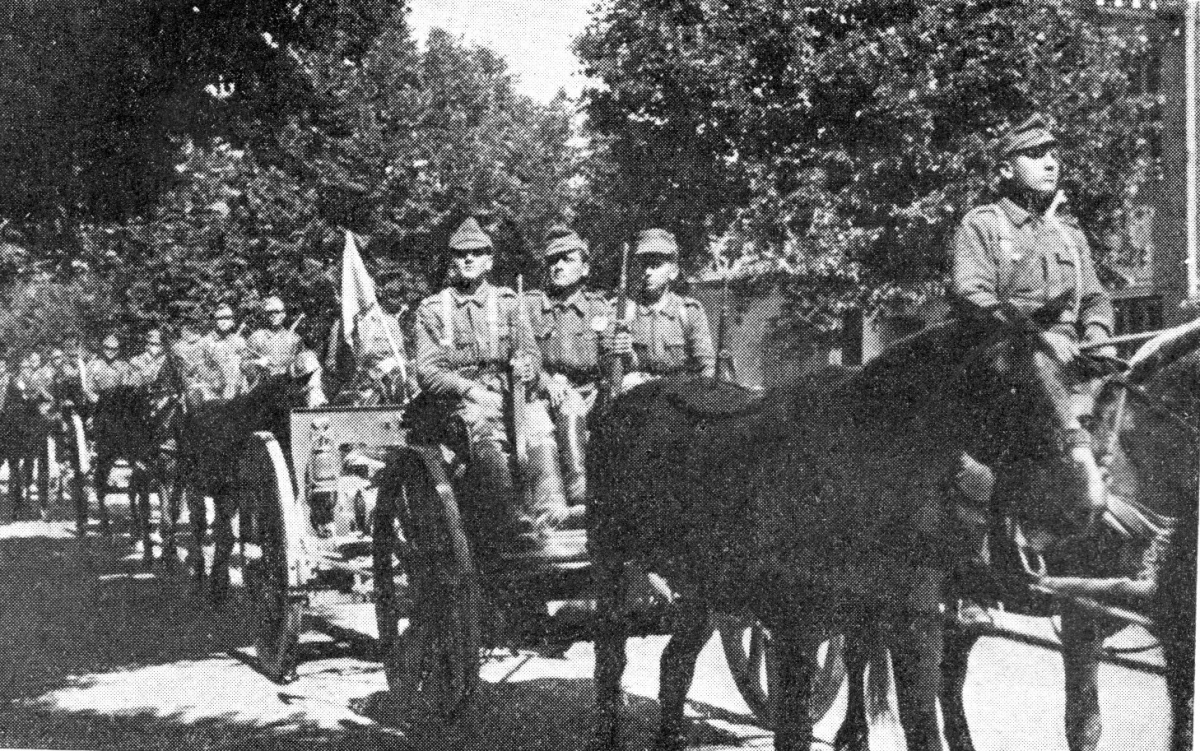
Kỵ binh Romania hành quân qua Boskovice

Mũi tấn công của Cụm kỵ binh cơ giới 1 cũng được điều chỉnh lại. Tướng I. A. Pliyev được lệnh không đánh vỗ mặt vào hướng Đông Nam thành phố mà chuyển sang hướng Tây thành phố. Quân đoàn kỵ binh cận vệ 4 tiến ra Těšany. Quân đoàn kỵ binh cận vệ 6 tiến đến Rouchovany. Quân đoàn cơ giới cận vệ 7 phải đánh chiếm được Medlov. Hướng tấn công từ Moravský Krumlov sẽ do Tập đoàn quân 53 đảm nhận. Tập đoàn quân xe tăng cận vệ 6 phải tiến lên phía Bắc thành phố, cắt đứt liên lạc giữa Cụm quân Đức tại Brno với Tập đoàn quân xe tăng 1 đang đóng tại khu tam giác Prostějov - Olomouc - Přerov. Ngày 18 tháng 4, cả ba tập đoàn quân Liên Xô triển khai tấn công. Ngày 19 tháng 6, Quân đoàn kỵ binh cận vệ 6 tấn công vào khu vực Jihlava Svratka, giải phóng hơn 10 điểm dân cư. Sư đoàn kỵ binh cận vệ 13 đánh chiếm thành phố Ivančice. Cuối ngày 19 tháng 4, toàn bộ Cụm kỵ binh cơ giới cận vệ 1 đã tiến ra tuyến Rosice - Oslavany, vây bọc phía Tây Brno. Cùng ngày 20 tháng 4, Tập đoàn quân 53 đã áp sát ngoại ô phía Nam Brno. Tập đoàn quân xe tăng cận vệ 6 đánh chiếm Křetín.
Ngày 21 tháng 4, tướng Hans Kreyzing tung ra một đòn phản kích lớn tại khu vực Šitbořice và Nový Dvůr. Tham gia cuộc phản công có các cụm tác chiến chiến đấu trận chiến "Johans", "Gordol" và Cụm tác chiến SS "Frundeberg". Ngày 22 tháng 4 một trung đoàn tăng và một trung đoàn pháo tự hành từ hướng Moravská-Ostrava đến khu vực phản kích. Các cụm tác chiến "Otto" và "Šlotau" cũng được huy động vào trận đánh. Quân đoàn bộ binh 49 (Tập đoàn quân 53) bị hơn 50 xe tăng và 35 pháo tự hành Đức cùng Cụm tác chiến sư đoàn cơ giới SS "Frundeberg" đẩy lùi về vị trí xuất phát ngày 19 tháng 4. 8 giờ sáng ngày 23 tháng 4, Phương diện quân Ukraina 3 bẻ gãy cuộc phản kích của quân Đức bằng cuộc đột kích nhanh của Quân đoàn xe tăng cận vệ 5 phối hợp với Quân đoàn cơ giới cận vệ 4 vừa được gửi từ Bratislava lên. Đến chiều cùng ngày, xe tăng Liên Xô đã đột nhập vào nội đô Brno. Chiến sự tiếp tục bùng nổ trên các đường phố Brno với cường độ vô cùng dữ dội với những trận đánh khốc liệt nhất diễn ra ở vùng đất cao Pratzen, chiến trường chính của trận Austerlitz lừng tiếng 140 năm trước đó. Ngày 26 tháng 4, Quân đội kỵ binh cận vệ 6 và Quân đoàn cơ giới cận vệ 7 bắt đầu tấn công vào trung tâm thành phố. Sau một ngày kịch chiến trên từng dãy phố và từng tòa nhà, chiều tối ngày 26 tháng 4 thành phố Brno đã sạch bóng quân Đức.
Sau khi giải phóng Brno, Tập đoàn quân 53 tiếp tục hành tiến tới Olomouc để hội quân với Phương diện quân Ukraina 4 nhằm bao vây chủ lực của Tập đoàn quân xe tăng 1 (Đức). Tại khu vực này, chiến sự kéo dài tới ngày 10 tháng 5 mới kết thúc. Tập đoàn quân xe tăng cận vệ 6 được điều trở lại khu vực Drigoles để từ đây, phối hợp với Tập đoàn quân cận vệ 7 mở một mũi đột kích nhanh theo con đường ngắn nhất về phía Nam Praha.

## Kết quả và ảnh hưởng

### Kết quả
Trong chiến dịch Bratislava-Brno, Phương diện quân Ukraina 2 đã tiến sâu hơn 200 km về phía Tây, tiêu diệt 9 sư đoàn Đức, giải phóng thủ đô của Slovakia và chuẩn bị cho đòn tổng tấn công vào Praha từ hướng Nam.
Thương vong của quân đội Liên Xô là 16.933 người chết và 62.663 người bị thương, bị ốm. Trong danh sách binh sĩ hy sinh có thiếu tướng Ye. S. Alyokhin, chỉ huy Quân đoàn bộ binh cận vệ số 27. Ông được truy tặng danh hiệu Anh hùng Liên Xô. Hiện chưa có số liệu rõ ràng về thương vong của quân đội Đức Quốc xã và Romania.

### Ảnh hưởng

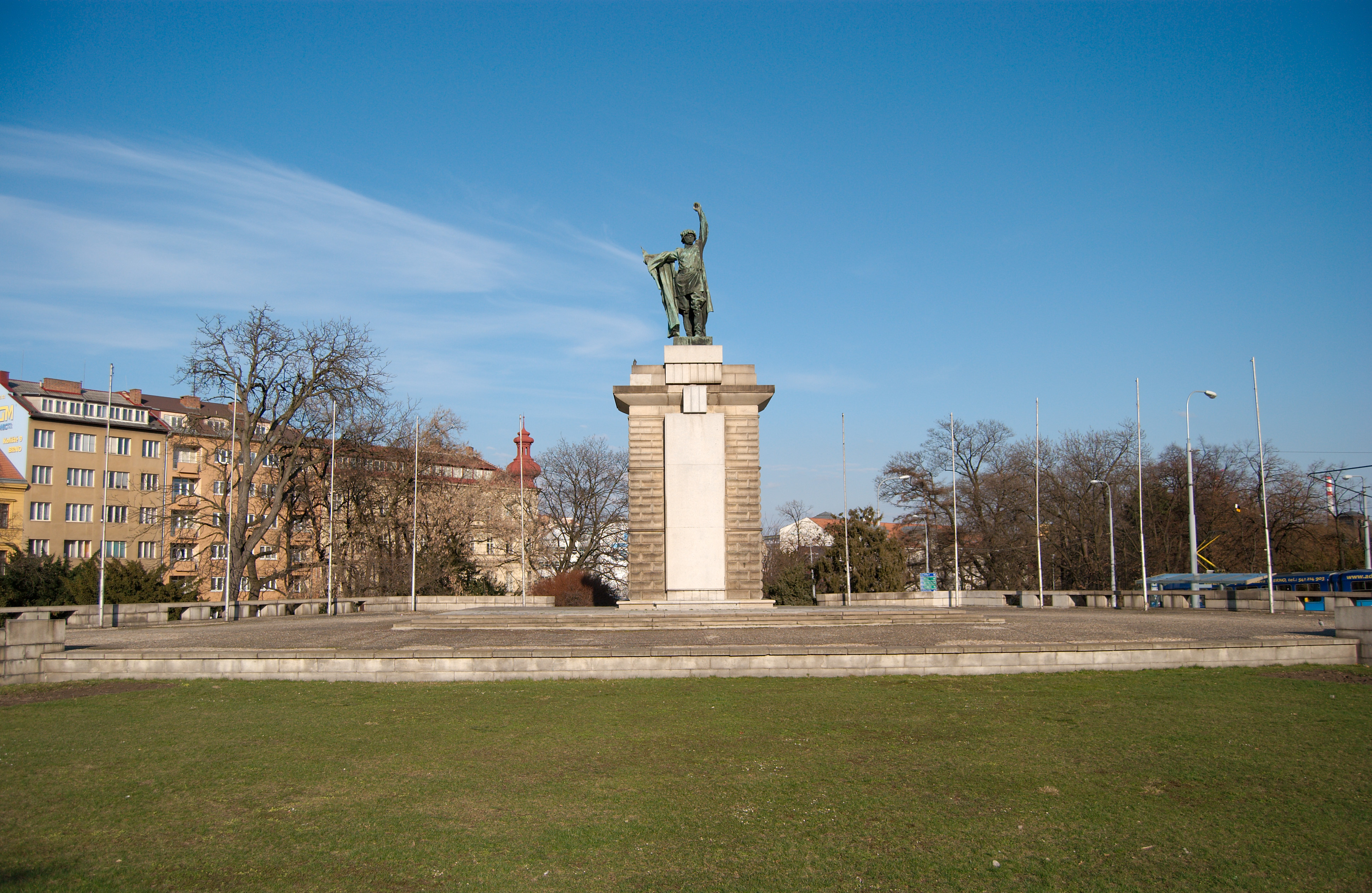
Tượng đài kỷ niệm Hồng quân Liên Xô tại Quảng trường Morava, Brno

Ở phía Tây Tiệp Khắc, Tập đoàn quân Mỹ số 3 do tướng George Smith Patton. Jr chỉ huy đã tiến đến tuyến České Budějovice - Plzeň - Karlovy Vary. Đây là tuyến giới hạn tấn công được I. V. Stalin, Franklin D. Roosevelt và Winston Churchill thỏa thuận tại Hội nghị Yalta từ ngày 4 đến 11 tháng 2 năm 1945. Trên lãnh thổ Tiệp Khắc, quân Đức chỉ còn kiểm soát được một phần vùng Bohemia, trong đó có thủ đô Praha và hầu như bị cô lập với các cánh quân Đức tại Berlin cũng như tại các vùng lãnh thổ khác của nước Đức.
Việc quân đội Liên Xô tiến ra tuyến có thể trực tiếp tấn công vào thủ đô của Tiệp Khắc cùng với sự kiện Tập đoàn quân 3 (Hoa Kỳ) tiếp cận biên giới Đức - Tiệp Khắc đã cổ vũ tinh thần yêu nước của nhân dân Tiệp Khắc. Ngày 5 tháng 5, nhân dân Praha đứng lên khởi nghĩa chống lại ách chiếm đóng của Đức Quốc xã. Ngày hôm sau, các phương diện quân Ukraina 1, 2 và 4 mở chiến dịch Praha, chiến dịch lớn cuối cùng của quân đội Liên Xô tại châu Âu trong Chiến tranh thế giới thứ hai.

### Ghi công và tưởng niệm

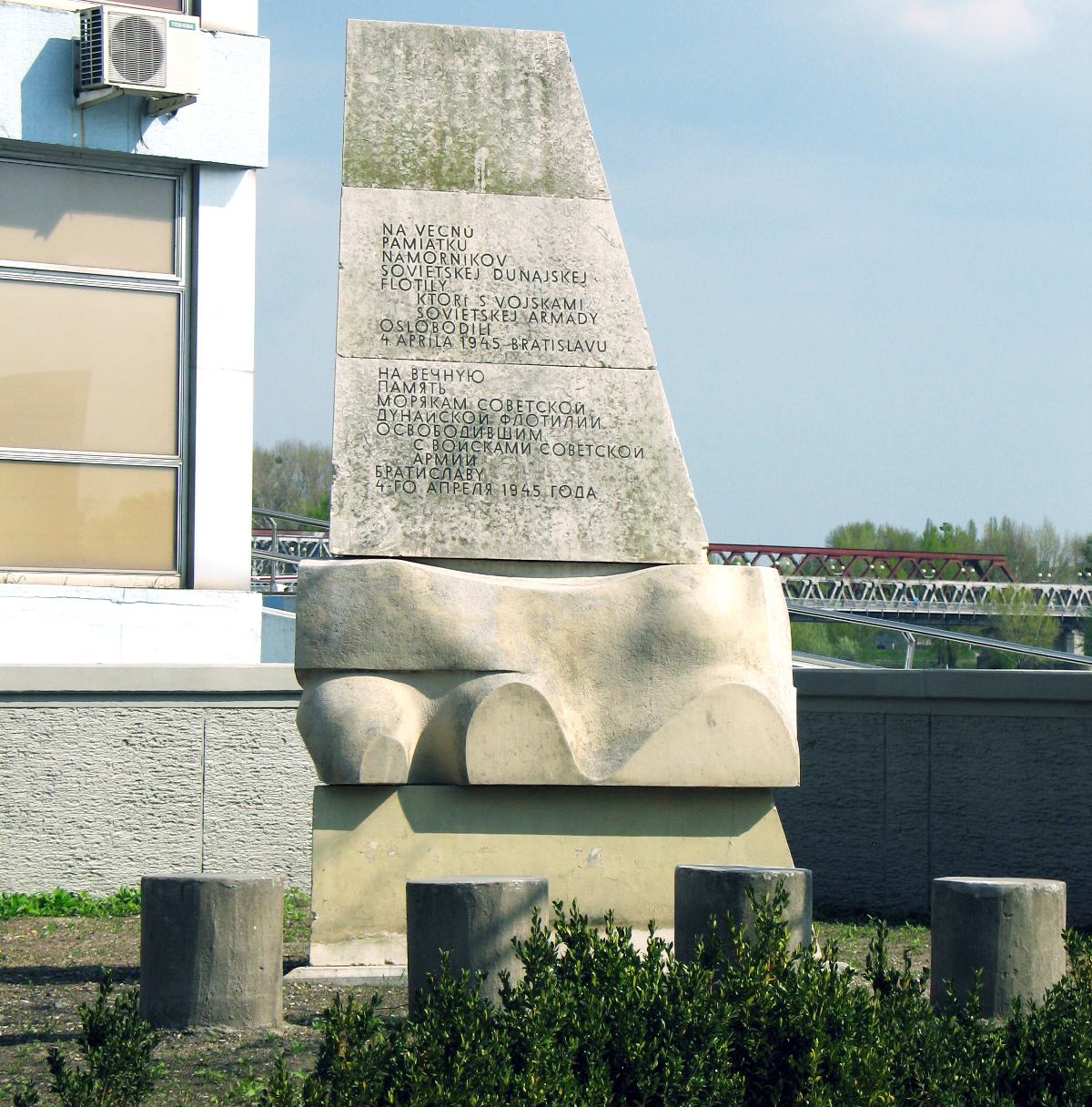
Bia tưởng niệm Hồng quân Liên Xô tại bờ sông Danube chảy qua Bratislava

Một lần nữa, Moskva bắn pháo hoa cấp I chào mừng Phương diện quân Ukraina 2, hơn 60 đơn vị và cá nhân được phong danh hiệu Anh hùng Liên Xô. Chỉ riêng Quân đoàn cơ giới cận vệ 7 đã có 7 đơn vị và cá nhân được phong danh hiệu này. Hơn 30 đơn vị từ sư đoàn trở lên được mang tên các thành phố mà họ đã giải phóng, hơn 50.000 sĩ quan và binh sĩ Xô Viết được tặng thưởng huân huy chương các loại.
Cũng như ở các vùng đất khác của Séc và Slovakia, nhiều công trình văn hóa được dựng lên để tưởng niệm các sĩ quan và binh sĩ Xô Viết đã hy sinh để giải phóng Tiệp Khắc. Mặc dù sau khi khối Xã hội chủ nghĩa Đông Âu sụp đổ, nhiều công trình đã bị dỡ bỏ nhưng đến nay, vẫn còn một số công trình được giữ lại và tôn tạo. Ở trung tâm thành phố Bratislava có tượng đài "Chiến thắng" do Jozef Kostka thiết kế và được xây dựng năm 1946. Tại bờ Bắc sông Danube chảy qua Bratislava còn có một tấm bia tưởng niệm những người lính Xô Viết đã ngã xuống tại đây. Tại nhiều thị trấn và ngôi làng nằm trên vùng biên giới quốc gia giữa Séc với Slovakia, Áo và Hungary cũng có nhiều tượng đài kỷ niệm các chiến sĩ Hồng quân Xô Viết như Čebín, Nádražní Předměstí (quận Český Krumlov), Teplica... Tại quảng trường Moravská ở trung tâm Brno có một tượng đài kỷ niệm quân đội Xô Viết bằng đồng.
Từ năm 2005 đến nay, nhiều cuộc mít tinh kỷ niệm ngày chiến thắng phát xít Đức đồng thời cũng là ngày giải phóng Thủ đô Tiệp Khắc được khôi phục và diễn ra xung quanh các công trình kỷ niệm này.